# Verlagsgruppe teNeues
teNeues ist ein 1931 gegründetes früheres Familienunternehmen, das Bildbände und Bildkalender sowie Papeterie-Produkte verlegt. Der Unternehmenssitz ist in Augsburg.
2020 wurde der Verlag als eigenständige Marke in die Weltbild-Gruppe integriert.

## Geschichte
Seit 1897 war Paul te Neues Teilhaber der Papiergroßhandlung J. Finck und Co. in Krefeld. Heinz te Neues, ein Sohn von Paul te Neues, trat im Alter von 24 Jahren nach Ablegung des Doktorexamens in die Firma ein. Heinz te Neues gründete am 1. Juli 1930 das selbständige Unternehmen Dr. te Neues & Co Druckereigesellschaft als Offsetdruckerei. Die neue Gesellschaft arbeitete mit der Firma Finck unter einem Dach.
In der NS-Zeit hatte die Firma Schwierigkeiten wegen Einschränkungen der Werbung. Es wurden aber unter anderem Landkarten für die Luftwaffe gedruckt.
1943 wurde die Druckerei in Krefeld durch einen Bombenangriff zerstört. Sie wurde in Kempen wieder aufgebaut. Gemeinsam mit seinem Sohn Manfred te Neues entwickelte Heinz te Neues 1950 ein Verlagsprogramm mit Kunstdrucken und Schulwandbildern. 1958 erschien der erste teNeues Kunstkalender. Ende der sechziger Jahre wurden Grußkarten ins Sortiment aufgenommen. Manfred te Neues gründete 1977 den von der Druckerei separierten te Neues-Verlag.
1982 gründete Manfred te Neues’ ältester Sohn Hendrik te Neues (1952–2019) in New York die teNeues Publishing Company als erste ausländische Niederlassung. Später folgten weitere Tochtergesellschaften in London und Paris. Neben Kalendern wurden zusätzlich Kunstprodukte wie Karten, Poster und Blankbooks produziert und Kunstbücher europäischer Verlage in den USA vertrieben.

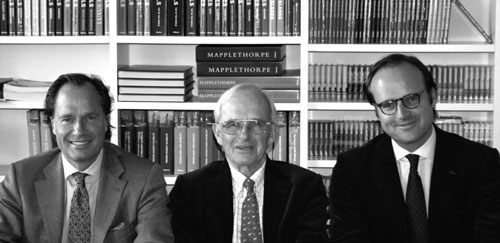
Manfred te Neues (Mitte), Gründer des Verlags und seine beiden Söhne, Hendrik te Neues (links) und Sebastian te Neues (rechts)

1995 folgt daraufhin die erste Buchmarke teNeues in New York mit dem Schwerpunkt Fotografie. Im selben Jahr trat Sebastian te Neues, der jüngere Bruder von Hendrik te Neues, in die Verlagsgruppe ein. 1999 wechselte Manfred te Neues in den Beirat des Unternehmens, dessen Vorsitzender Werner Klatten, Aufsichtsratsvorsitzender der Deutschen Sporthilfe, ist.
2020 wurde der Verlag nach einer Insolvenz vom Unternehmen Weltbild übernommen.

## Der Verlag
Seit über 50 Jahren verlegt und publiziert teNeues Bildbände, Bildkalender und Papeterie-Produkte wie Blank Books oder Grußkarten. Die Verlagsgruppe bringt jährlich rund 500 Bild-Kalender aus unterschiedlichen Themenbereichen (z. B. Naturkalender von National Geographic, Kunstkalender über Magritte oder Keith Haring, Comic-Kalender von Walt Disney oder Star-Kalender von den Beatles und von Tokio Hotel) auf den Markt. Im Ranking von Buchreport von 2020 war der Verlag unter den „100 größten Buchverlagen“ gelistet.
Unter der Marke teNeues erscheinen rund 60 Titel pro Jahr, darunter Bestseller wie z. B. Eyes over Africa, Cool Hotels, Luxury Houses. Zu den Fotografen, die mit teNeues zusammenarbeiten, gehören Bruce Weber, Tim Walker, Russell James, Rankin, Elliott Erwitt, Martin Schoeller, Robert Mapplethorpe, Michael Poliza oder Matthew Rolston. 2007 sowie 2008 erhielten Michael Poliza und Tim Walker jeweils den Deutschen Fotobuchpreis für ihre Werke.
Die Gruppe hat weltweit 130 Mitarbeiter und betreibt Ladengeschäfte in Düsseldorf, Hamburg, Köln und München. Durch die starke internationale Präsenz hat teNeues über 200 Lizenzpartner aus den verschiedensten Bereichen wie z. B. Kunst, Fotografie, Comics, Musik, Sport und Entertainment. Durch die Tochtergesellschaften, eigene Vertreter im Direktvertrieb sowie Partnerunternehmen werden mehr als 70 Länder beliefert.
Neben Architektur-, Reise-, Natur-, Mode- oder Lifestyle-Bildbänden produziert teNeues auch so genannte Corporate-Books, z. B. für BMW, Porsche, Lufthansa, Henkel, Schwarzkopf, Cartier, Hasselblad, Chopard, Ferrari, Dior oder Swarovski.
2009 übernahm teNeues den Domberger Kalenderverlag. 2010 ging teNeues eine Vertriebskooperation mit dem Knesebeck-Verlag ein.
Seit März 2011 gibt es eine Zweigstelle von teNeues in Berlin, teNeues Digital Media. Diese befasst sich verstärkt mit App-Entwicklung, Marketing-Strategien und der Gestaltung und Produktion von Reiseführern (Cool Cities Reihe).
Zum 1. Januar 2015 wurde die Kalender- und Bürobedarfssparte von der Dr. Neumann-Wolff AG aufgekauft.

## Bekannte Mitarbeiter
- 2008–2015: Philipp Mißfelder[7]